# Carlos Reis (Maler)

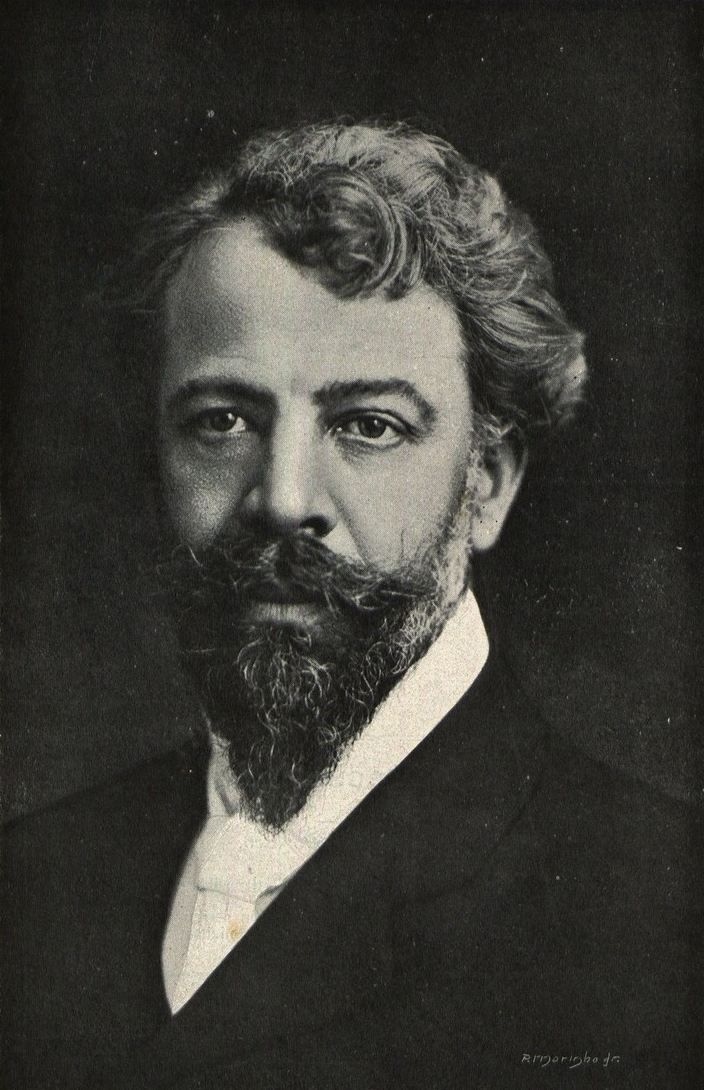
Carlos Reis (Abb. 1909)

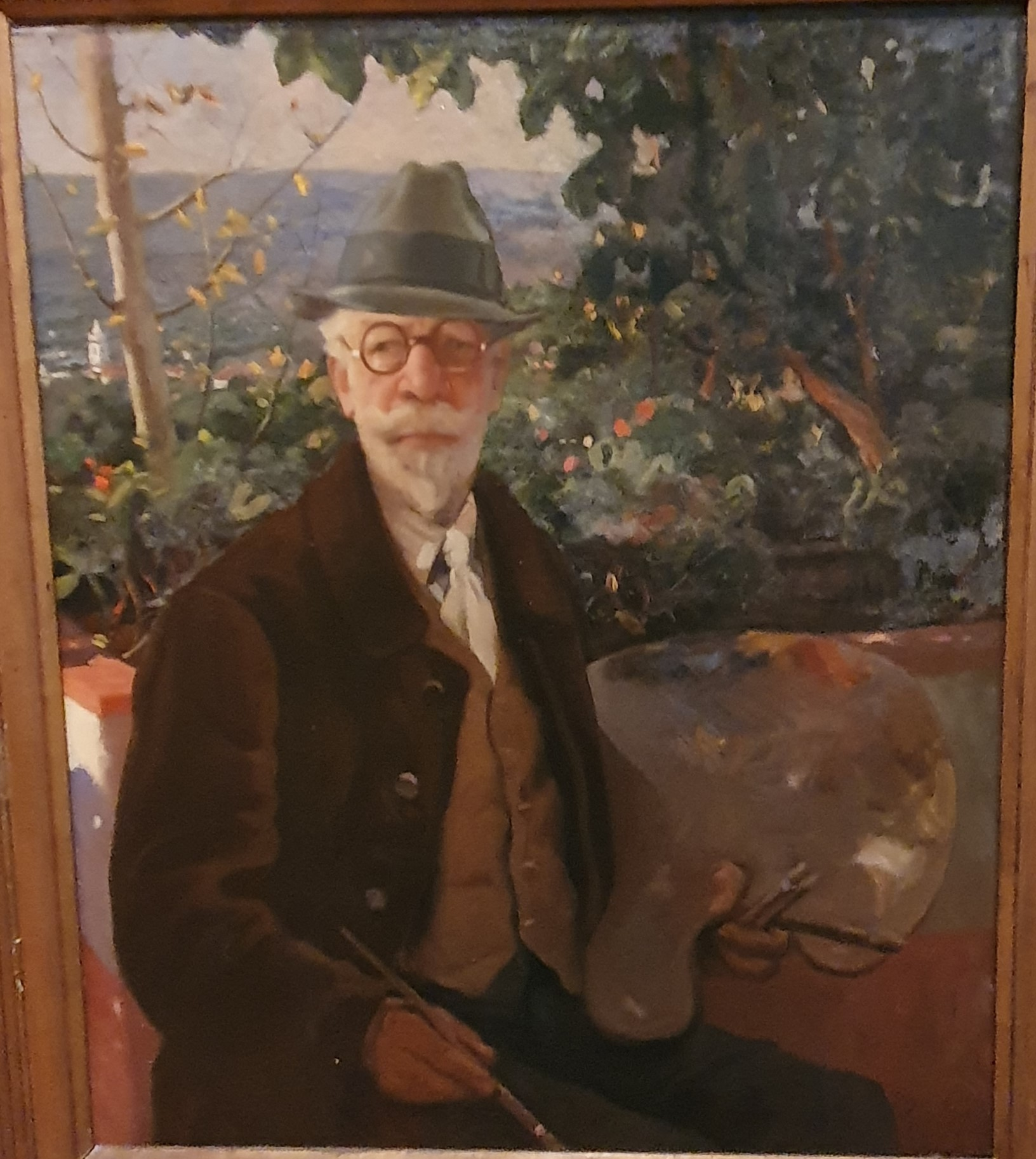
Carlos Reis, 1937 porträtiert von seinem Sohn João Reis

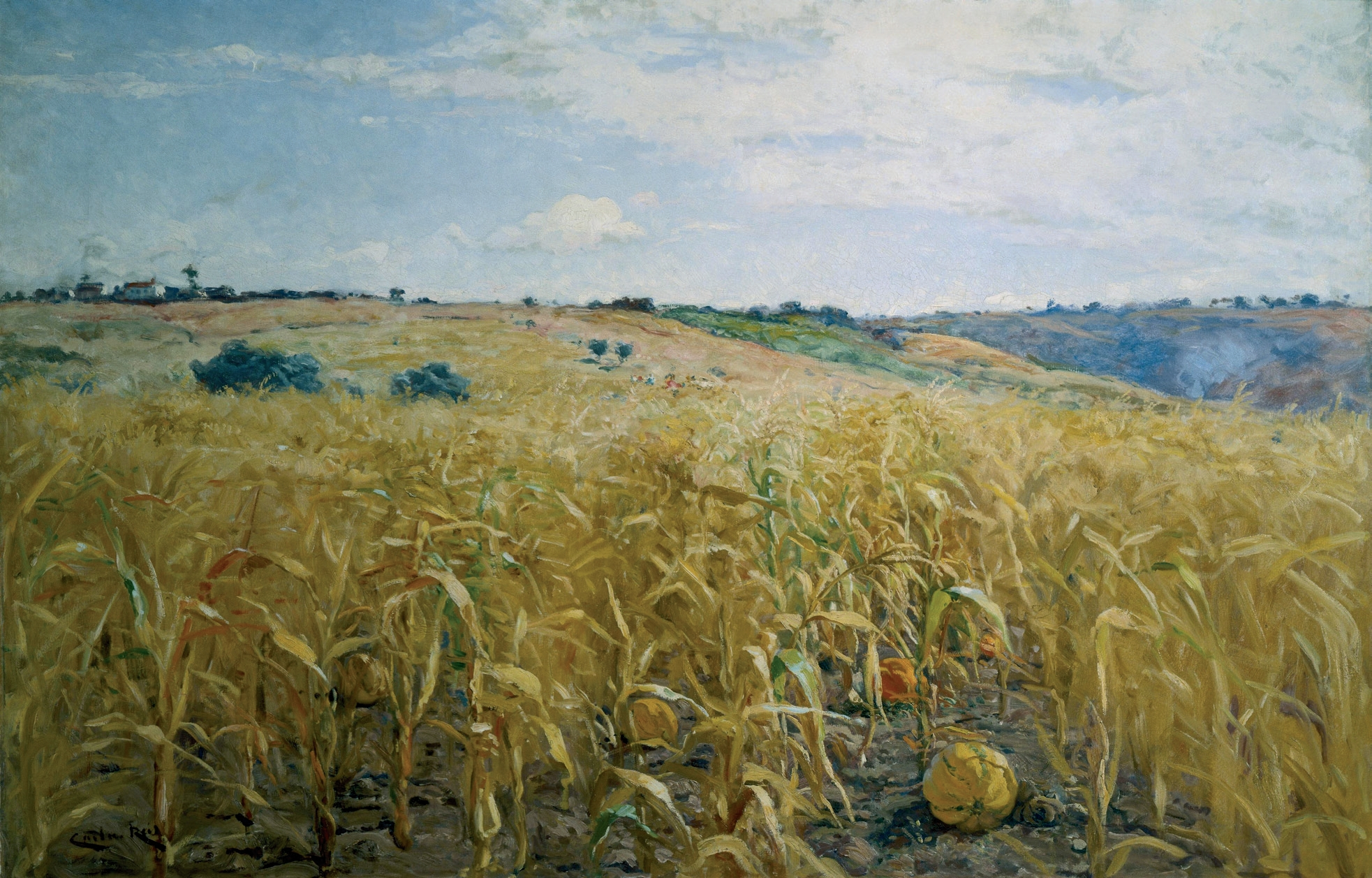
Carlos Reis: Milheiral (um 1889)

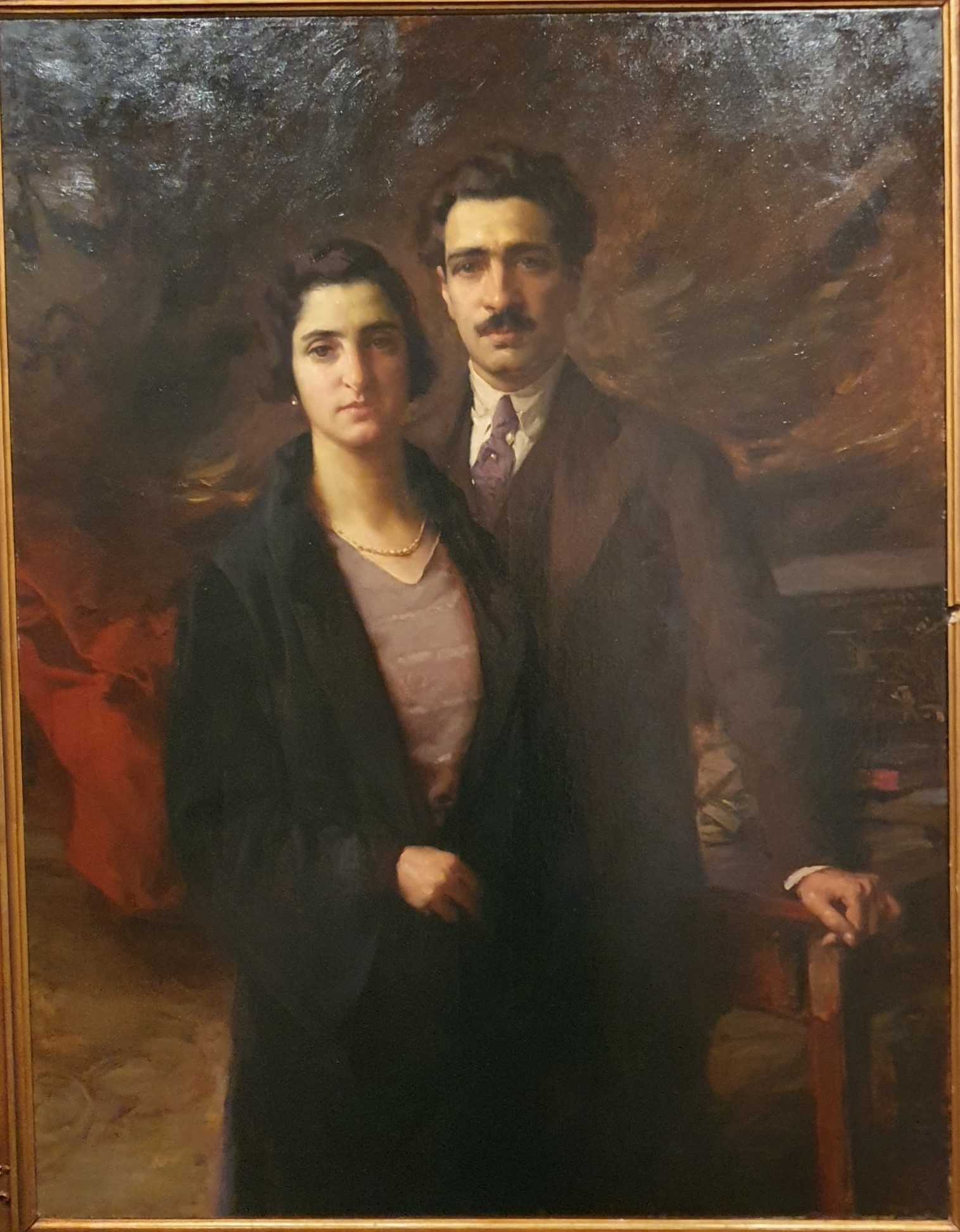
Maria und João Reis, 1925 von ihrem Vater Carlos Reis porträtiert

Carlos António Rodrigues dos Reis (* 21. Februar 1863 in Torres Novas; † 21. August 1940 in Coimbra) war ein portugiesischer Maler. Sein Werk umfasst überwiegend Landschaftsdarstellungen von großer Helligkeit und Farbe sowie Porträts.

## Werdegang
Carlos Reis wurde 1863 als achtes und letztes Kind von João Rodrigues dos Reis und Maria de Jesus Nazaré Reis in Torres Novas geboren. Dort wuchs er auf und erhielt seine Schulausbildung, bis er mit 16 Jahren nach Lissabon ging. Von 1881 bis 1889 besuchte er die Kunsthochschule Escola Superior de Belas Artes de Lisboa, wo er unter anderem ein Schüler von Silva Porto war. 1886/1887 beschickte er Ausstellungen der Künstlergruppe Grupos do Leão. Seine Studien verzögerten sich, da er aus einfachen Verhältnissen stammte und mit finanziellen Problemen kämpfte. Ein Stipendium des portugiesischen Königs Carlos I. ermöglichte ihm ab 1889 einen Studienaufenthalt an der École des Beaux-Arts in Paris.
Im Jahr 1895 kehrte Reis nach Portugal zurück. Er unterrichtete als Nachfolger Silva Portos Landschaftsmalerei an der Kunsthochschule in Lissabon, bis er in den Ruhestand ging (1933 wurde er dort Ehrenmitglied). Zudem war er für die Zeitschriften Serões (1915–1920) und Atlântida tätig. Im Jahr 1900 nahm er an der Weltausstellung in Paris teil. 1901 gehörte er zu den Gründungsmitgliedern der Künstlervereinigung Sociedade Nacional de Belas Artes. 1911 begründete er die Gruppe Ar Livre, der auch viele seiner Schüler beitraten. Dazu zählte sein Sohn, der Maler João Reis (1899–1982).
Ab 1905 war Carlos Reis Direktor des Museu de Arte Antiga und von 1911 bis 1914 des Museu de Arte Contemporânea. Als bekennender Monarchist (1910 erfolgte der Übergang vom Königreich Portugal zur Ersten Portugiesischen Republik) verlor er letzteres Amt schließlich an Columbano Bordalo Pinheiro.
Carlos Reis lebte in Lissabon im Solar da Quinta dos Lagares d’El-Rei. 1913 besuchte er erstmals die Kleinstadt Lousã, dessen landschaftliche Umgebung ihn als Maler inspirierte. 1918 richtete er dort ein Atelier ein, baute ein Haus und ließ sich endgültig in Lousã nieder. Das Anwesen nannte er Quinta da Lagartixa. 1940 starb er im nahegelegenen Coimbra im Alter von 77 Jahren. In seinem Todesjahr wurde ihm das Großkreuz des Santiagoordens verliehen. Seit 1942 trägt ein Museum in seiner Geburtsstadt Torres Novas seinen Namen.

## Werk
Carlos Reis malte Landschaften, Genrebilder und Porträts. Er gehört zu den bedeutendsten Vertretern der zweiten Generation der naturalistischen Maler Portugals. Er ging der Freiluftmalerei nach und interessierte sich insbesondere für die Behandlung des Lichtes und der Farbe. Sein für die portugiesische Malerei ungewöhnliches Kolorit zeigt sich vor allem in den Landschaftsbildern, bei denen er sehr nuanciert unterschiedliche Grüntöne verwendet und naturgetreue Darstellungen der Jahreszeiten erschafft. Oft bilden seine Landschaften den Hintergrund für die Aktivitäten von Menschen, die er sowohl in Alltagssituationen als auch bei Festen zeigt. Er schuf zudem dekorative Wandgemälde für Einrichtungen wie das Palácio Hotel do Buçaco. Teile seines umfangreichen Werkes befinden sich im Museu Municipal Carlos Reis in Torres Novas, Museu Nacional de Belas Artes in Rio de Janeiro und dem Militärmuseum in Lissabon (Museu Militar de Lisboa).

## Werke
- 1887: No Caminho da Fonte (Öl auf Leinwand, 190 × 110 cm), Museu Municipal Carlos Reis, Torres Novas
- um 1889: Milheiral (Öl auf Leinwand, 130 × 200 cm), Museu Nacional de Arte Contemporânea do Chiado (MNAC), Lissabon[5]
- 1891: Depois da Trovoada (98 × 146,5 cm)
- 1910: A feira (Öl auf Leinwand, 277 × 400 cm), MNAC, Lissabon
- um 1910: Raios da Sol Ardente (Öl auf Leinwand, 221,5 × 300 cm), Museu Municipal Carlos Reis, Torres Novas
- um 1910 bis 1920: Vale de Colares (Öl auf Holz, 37,5 × 59,5 cm), Museu Municipal Carlos Reis, Torres Novas
- 1915: As Engomadeiras (Öl auf Leinwand, 178 × 120 cm), MNAC, Lissabon
- 1915: Outono (Öl auf Holz, 38 × 60 cm), Museu Municipal Carlos Reis, Torres Novas
- 1926: Talha Vidrada (Öl auf Leinwand, 97 × 152 cm), Museu Municipal Carlos Reis, Torres Nova[6]
- 1932: Asas (Öl auf Leinwand, 150 × 120 cm), Museu Municipal Carlos Reis, Torres Novas
- Aspecto de Jardim com Tocador de Viola (48,3 × 66 cm)
- Quinta da Lagartixa (Öl auf Holz, 43 × 50 cm), Museu Municipal Carlos Reis, Torres Novas[4]
- Retrato de Piedade Valdez (Öl auf Leinwand, 69 × 85 cm), Museu Municipal Carlos Reis, Torres Novas